# 한철하

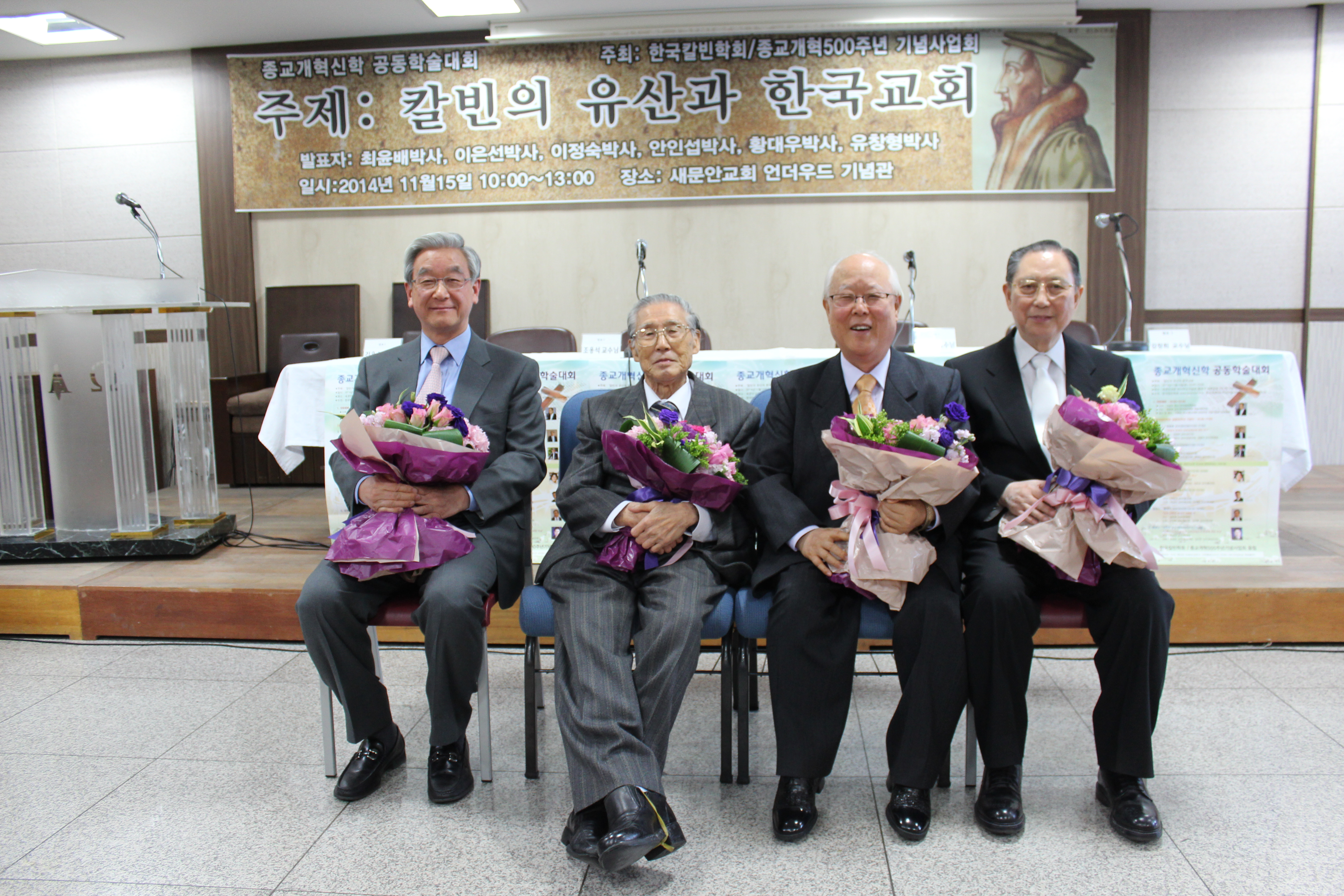
칼빈학자들 왼쪽에서 이수영 박사, 한철하 박사, 정성구 박사, 이종윤 박사, 새문안 교회, 2014-05-24

한철하(韓哲河, 1924년 6월 10일~2018년 3월 18일)는 대한민국의 신학자이자 개신교 목사이다. 아호는 학성(鶴聲)이다. 아세아연합신학대학교교수였고칼뱅연구에 크게 공헌하였다.

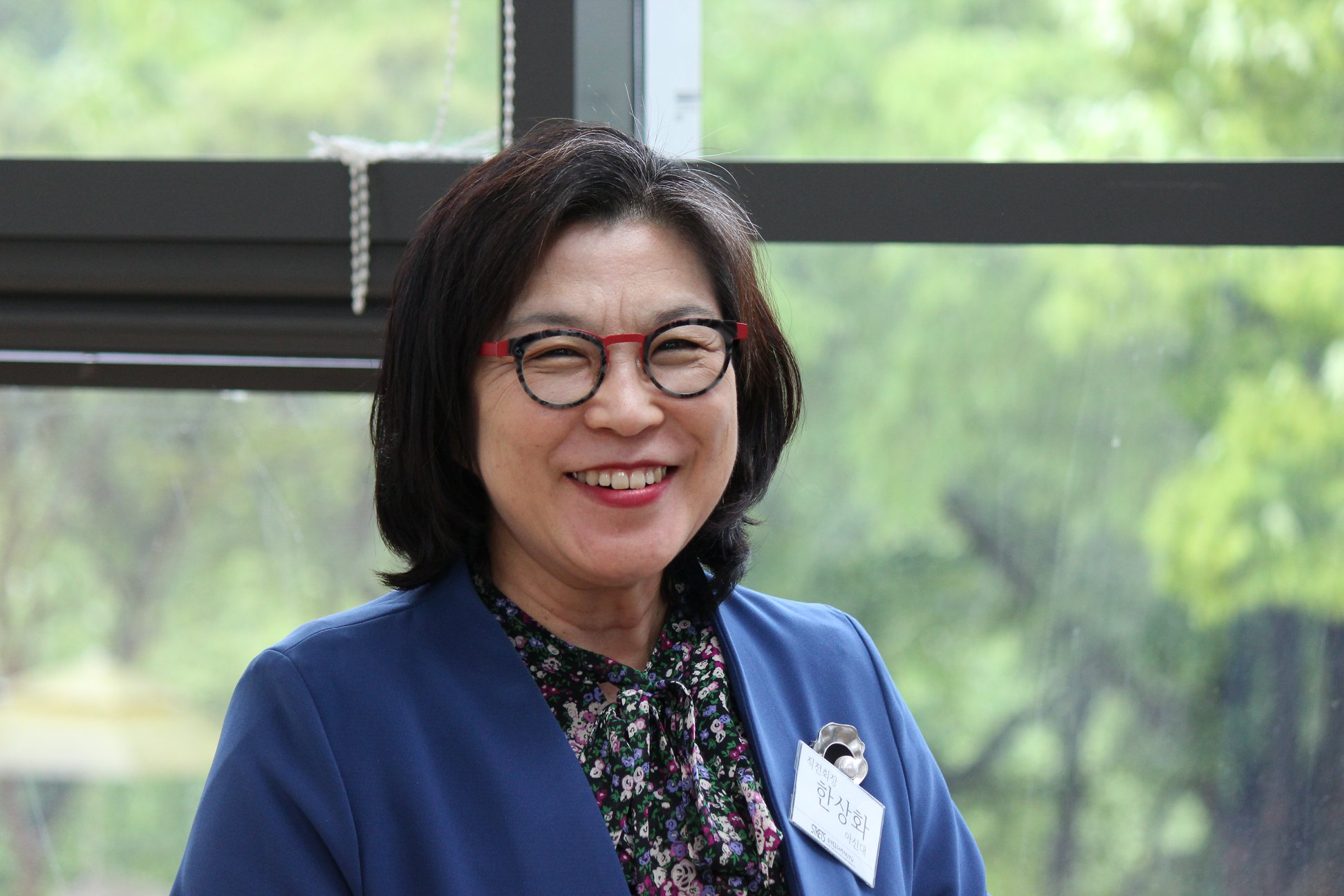
한철하 박사의 딸 한상화 박사

## 생애
평안남도 강서군에서 부친 한석을과 모친 이인숙 사이에서 출생하였다. 1937년 기양 보통학교 4학년때 평양 상수보통학교로 전학하여 그곳에서 졸업하였다. 1942년 평양고등보통학교를 졸업한 후 1944년 일본 산구(山口) 고등학교 이과를 졸업하였다. 그 해에 경성제국대학 이공학부에 입학하여 1946년 서울대학교로 개편되면서 철학과로 전과하여 졸업했다. 1948년 동대학교 대학원 종교학과에 입학하고 1950년에 졸업하여 M.A.를 받았다. 1955년 도미 하여 맥코믹 신학교에서 1년간 수학하고 1958년 웨스트민스터 신학교에서 2년간 수학하고 후에 1960년 버지니아(Virginia) 유니온(Union) 신학교에서 “칼케돈 기독론”에 관한 연구로 박사학위(Th.D.)를 취득하였다. 한국에서 그는 한국복음주의신학회(KETS)의 창립을 주도했으며, 아세아신학협의회(ATA), 한국신학대학협의회(KAATS), 그리고 한국칼빈학회 회장을 하였다. 특별히 신복윤 박사, 정성구 박사와 함께 한국의 칼빈신학을 주도했고, 칼뱅의 1559년 판 기독교 강요를 번역했으며 칼뱅관련 연구와 학회에서 많은 영향을 주었다. 칼뱅연구의 세계적인 권위자이지만 존 웨슬리의 신학의 긍정적 관점을 강조하였다. 칼빈과 웨슬리의 신학적 공통점을 적극적으로 주장하였다. [[아세아연합신학대학교]총장을 역임했다. 전공은 조직신학이며, 2009년 요한칼빈탄생500주년기념사업회에서 칼빈공로자로 선정되었다. 아신대학교 한상화 박사가 부친을 이어 조직신학자로 활동하고 있으며 합동신학대학원대학교의 신약학자 김추성 박사가 사위이다. 그의 제자들 가운데는 박해경 박사, 장훈태 박사를 비롯한 많은 장 칼뱅 연구가들이 배출되었다.

## 학문활동
그의 저서인 『고대기독교사상』은 교부들의 원전에 근거한 저서로 25판을 내었으며, 수 백 편의 논문들은 국내는 물론 세계신학계를 바른 신학으로 인도하는 데 공헌하였다. 특히, 그의 박사논문 “A Comparative Study of the Christologies of Cyril of Alexandria and Nestorius”는 미국 시리아학술원(American Foundation for Syriac Studies)으로부터 기독론 연구 도서로 선정되었으며, “A Critical Evaluation of Western Theology toward a Reappraisal of the Biblical Faith”는 미국 국회도서관(The Library of Congress)에서 소장 허락 요청을 받았고, “칼빈과 바르트의 기도론 비교”는 스위스 바젤대학교(Basel University)의 참고 논문으로, 신학지에 게재 허락을 요청받았다.
아흔이 넘는 고령에도 그의 학구열은 지속되어 Geneva 유럽입자물리연구소, Harvard 대학교 천체물리연구소를 직접 방문하여, 과학적 역사로서 기독교 창조론을 마지막까지 연구하여 논문을 발표했다.

## 경력
- 서울대학교
- 연세대학교 대학원
- 웨스트민스터 신학교
- 미국 유니온 신학교 박사(현재 유니온 장로교 신학교)

## 평가
손봉호 박사에 따르면, 그의 신학은 하나님, 은혜, 죄와 용서에 대한 성경의 가르침에 철저한 믿음, 순수한 감사, 뜨거운 열정으로 가득했으며, 성경적 보수신학과 칼뱅주의를 강조하고 가르쳤다고 한다. 김명혁 박사에 따르면, 그의 신학적 입장과 주장은 고집스러울 정도로 철저하고 일관적이었는데 그것은 칼빈주의적 하나님 중심주의요 회개와 믿음에 근거한 단순한 구원의 복음이었다고 한다. 칼뱅의 기독교강요를 아신대의 교수들에게 매우 소중한 신학적 유산으로 강조하였다.

## 같이 보기
- 아세아연합신학대학교
- 한국복음주의신학회
- 신복윤
- 요한칼빈탄생500주년기념사업회
- 한국칼빈학회
- 한국복음주의신약학회
- 한국복음주의조직신학회
- 한국의 신학자 목록
- 개혁신학자
- 박해경